# الجامعة الكاثوليكية الخاصة في لينتس

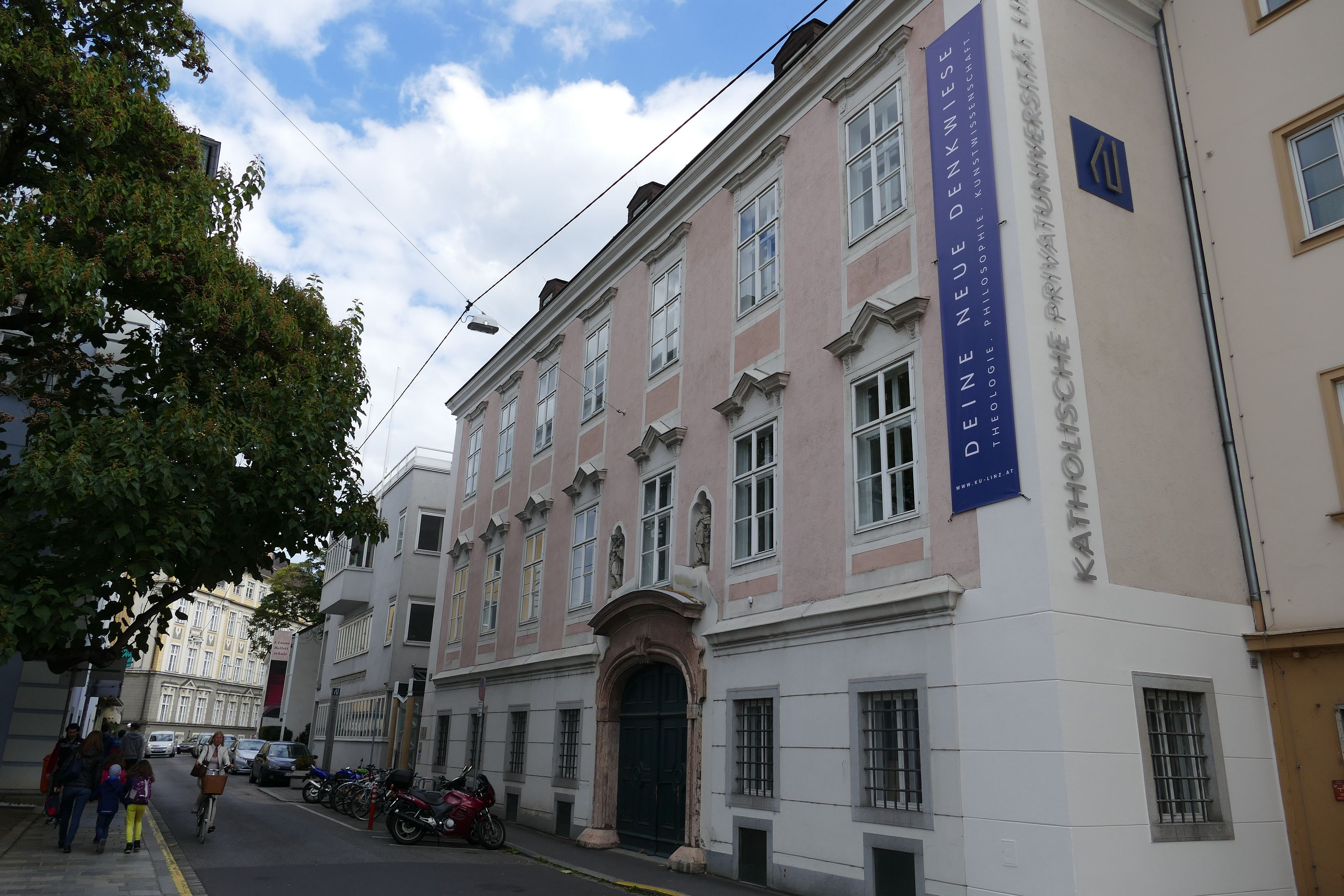
صورة الجامعة الكاثوليكية الخاصة لينز

تعد الجامعة الكاثوليكية الخاصة في لينتس واحدة من أربع جامعات في لينتس, عاصمة النمسا العليا, وتضم ما يقرب من 500 طالب مسجلين. تعود جذورها إلى عام 1672 وهي كلية بابوية منذ عام 1978. إنها جامعة خاصة معتمدة ولكن رسومها الدراسية حاليًا (اعتبارًا من كانون الأول 2004) تتطابق مع رسوم الجامعات العامة في النمسا.

## روابط خارجية
- الموقع الرسمي للجامعة الكاثوليكية الخاصة في لينز
- مجلس الاعتماد النمساوي (المسؤول عن اعتماد الجامعات الخاصة)